# Gniewięcin
Gniewięcin – wieś sołecka w Polsce położona w województwie świętokrzyskim, w powiecie jędrzejowskim, w gminie Sędziszów.
W latach 1954–1959 wieś należała i była siedzibą władz gromady Gniewięcin, po jej zniesieniu w gromadzie Sędziszów. W latach 1975–1998 miejscowość administracyjnie należała do województwa kieleckiego.

## Części wsi
| SIMC    | Nazwa         | Rodzaj    |
| ------- | ------------- | --------- |
| 0266956 | Górki         | kolonia   |
| 0266962 | Kolonia Dolna | część wsi |

## Historia
Według XIX wiecznego opisu, Gniewięcin był wsią w parafii Sędziszów, położony 4 km. na południowy wschód od Sędziszowa, 8 km. od Wodzisławia.
W 1827 r. posiadał 1198 mórg. Dwa folwarki Lipie i Piła, domów 28, mieszkańców 346. Budynków murowanych 6, drewnianych 19.
W 1872 r. było osad 56, po oddzieleniu lasu, który pozostał przy dobrach Lanckorońskich, gruntu ornego 419. Folwark Piła osad 4, 32 morgi, folwark Lipie osad 6, gruntu 85 morgów, był jeszcze i folwark Zbigniew.
Jak podaje Długosz, Gniewięcin to najdawniejsza siedziba Lisów ze Mstyczowa. Lisowie wraz z Gryfitami – Świebodzicami należeli do fundatorów opactwa Jędrzejowskiego, z którymi tworzyli prawdopodobnie jeden ród.
Piotr Lis, syn Pakosława ze Mstyczowa, a brat Ottona ze Mstyczowa kanclerza polskiego w latach 1335–1866 i Andrzeja kasztelana tarnowskiego w 1463 roku był dziedzicem Gniewięcina na początku XIV wieku.
W wieku XVI Gniewięcin należy już do rodziny Płazów herbu Topór.
W wieku XVII właścicielami Gniewięcina zostali Dobińscy z Dobin w Łęczyckiem, herbu Rola, których jedna gałąź przez długi czas zamieszkiwała w województwie krakowskim. Pierwszym właścicielem Gniewięcina, z tego rodu, był Grzegorz Dobiński, syn Jana zmarły w 1679 r. w Gniewięcinie.
Z koligacji po żeńskiej linii potomków Dobińskich w wieku XIII właścicielem został Antoni Dembiński.
W 1830 roku własność dóbr przejmuje Kazimierz Lanckoroński jako spuściznę po swym ojcu Antonim, który to w roku 1872 sprzedaje dobra Gniewięcin Bolesławowi Łuniewskiemu. Z początkiem XX wieku majątek został rozparcelowany.
W Gniewięcinie ostatnie lata życia spędził Roman Rupniewski (malarz i oficer artylerii Wojska Polskiego, odznaczony Krzyżem Złotym Orderu Virtuti Militari), który zmarł tutaj w 1892 r.